# Anežka Drahotová
Anežka Drahotová (Rumburk, 22 de julio de 1995) es una deportista checa que compite en atletismo, especialista en la disciplina de marcha.
Ganó dos medallas en el Campeonato Europeo de Atletismo, plata en 2018 y bronce en 2014, ambas en la prueba de 20 km.

## Palmarés internacional
| Campeonato Europeo | Campeonato Europeo | Campeonato Europeo | Campeonato Europeo |
| Año                | Lugar              | Medalla            | Prueba             |
| ------------------ | ------------------ | ------------------ | ------------------ |
| 2014               | Zúrich (Suiza)     | Medalla de bronce  | Marcha 20 km       |
| 2018               | Berlín (Alemania)  | Medalla de plata   | Marcha 20 km       |